# Bowman Flag
 (avril 2024).
Si vous disposez d'ouvrages ou d'articles de référence ou si vous connaissez des sites web de qualité traitant du thème abordé ici, merci de compléter l'article en donnant les références utiles à sa vérifiabilité et en les liant à la section « Notes et références ».

Le Bowman flag.

Le Bowman flag (« drapeau de Bowman » en anglais) est un drapeau conçu par John et Honor Bowman de Richmond en Nouvelle-Galles du Sud (Australie) en 1806. Avec sa forme en queue d'hirondelle, le drapeau représente la rose de l'Angleterre, le chardon de l'Écosse et le trèfle de l'Irlande. Il commémore (par la devise « England expects that every man will do his duty ») la victoire de la Royal Navy lors de la bataille de Trafalgar en 1805, un évènement marquant pour les colonies britanniques d'Australasie. Le dessin a été peint à la main, à l'huile, sur de la soie provenant de la robe de mariage d'Honor Bowman. Le drapeau est conservé à la Mitchell Library dans la State Library of New South Wales (en) à Sydney et a inspiré les armoiries nationales de l'Australie, qui représentent un bouclier avec les insignes des six États australiens, soutenus par un émeu et un kangourou.